# A Star Is Born
A Star Is Born – album Barbry Streisand i Krisa Kristoffersona, wydany w 1976 roku, będący ścieżką dźwiękową do filmu Narodziny gwiazdy, w którym artyści zagrali główne role.
Pomimo nieprzychylnych recenzji, płyta dotarła na szczyt amerykańskiego zestawienia Billboard 200 i uzyskała w USA status poczwórnej platynowej płyty, co czyni ją jedną z najlepiej sprzedających się pozycji w katalogu Barbry Streisand.

## Lista utworów
Strona A
1. „Watch Closely Now” – 3:49
2. „Queen Bee” – 3:55
3. „Everything” – 3:50
4. „Lost Inside of You” – 2:54
5. „Hellacious Acres” – 2:58
6. „Love Theme from A Star Is Born (Evergreen)” – 3:04

Strona B
1. „The Woman in the Moon” – 4:49
2. „I Believe in Love” – 3:13
3. „Crippled Crow” – 3:30
4. „Finale: With One More Look at You/Watch Closely Now” – 7:43
5. „Reprise: Love Theme from A Star Is Born (Evergreen)” – 1:46

## Notowania
| Kraj                              | Pozycja |
| --------------------------------- | ------- |
| Australia                         | 3       |
| Holandia (MegaCharts)             | 7       |
| Kanada                            | 1       |
| Norwegia (VG-lista)               | 10      |
| Nowa Zelandia (RMNZ)              | 1       |
| Stany Zjednoczone (Billboard 200) | 1       |
| Szwecja (Sverigetopplistan)       | 22      |
| Wielka Brytania (UK Albums Chart) | 1       |

## Certyfikaty
| Kraj                     | Certyfikat          |
| ------------------------ | ------------------- |
| Kanada (Music Canada)    | 3 × platynowa płyta |
| Stany Zjednoczone (RIAA) | 4 × platynowa płyta |
| Wielka Brytania (BPI)    | platynowa płyta     |